# 12545 Taniamurphy
12545 Taniamurphy è un asteroide della fascia principale. Scoperto nel 1998, presenta un'orbita caratterizzata da un semiasse maggiore pari a 2,8094807 au e da un'eccentricità di 0,0483390, inclinata di 5,58619° rispetto all'eclittica.